# Franco Bertoli
Franco Bertoli, ps. Mano di pietra (ur. 29 kwietnia 1959 w Udine) – włoski siatkarz, medalista igrzysk olimpijskich i wielokrotny mistrz Włoch oraz trener siatkarski, działacz sportowy, komentator i dziennikarz sportowy.

## Życiorys
Bertoli zadebiutował w reprezentacji Włoch w 1980 w przegranym meczu z Jugosławią. Wystąpił na igrzyskach olimpijskich 1980 w Moskwie, podczas których wystąpił w trzech z czterech meczów fazy grupowej i wygranym spotkaniu o 9. miejsce Libią. Zdobył złoty medal na igrzyskach śródziemnomorskich 1983 w Casablance. Reprezentował Włochy na igrzyskach 1984 w Los Angeles. Zagrał wówczas we wszystkich meczach siatkarskiego turnieju, w tym we zwycięskim pojedynku o brąz z Kanadą. W drużynie narodowej rozegrał 216 mecze.
Był zawodnikiem włoskich klubów Pallavolo Udine (1974–1976), Dermatrophine Padova (1976–1977), Pallavolo Torino występującego pod nazwami Klippan, Robe di Kappa i Kappa Torino (1977–1983), Modena Volley występującego pod nazwami Panini, Philips i Daytona (1983–1990, 1983–1990) i Mediolanum / Misura Milano (1990–1992). Zdobył mistrzostwo Włoch siedmiokrotnie w latach 1979–1981 i 1986–1989 oraz pięciokrotnie tryumfował w pucharze Włoch w 1985, 1986, 1988, 1989 i 1994. Zwyciężał w Pucharze Europy Mistrzów Klubowych w 1980 i 1990, w Pucharze Zdobywców Pucharów w 1986 i 1993 oraz w Pucharze CEV w 1983, 1984 i 1985. Jest również tryumfatorem klubowych mistrzostw świata z 1990 i 1992.
Po zakończeniu kariery zawodniczej pełnił wiele rozmaitych funkcji. Był m.in. trenerem zespołów Daytona Modena, Roma Volley i Pallavolo Genova. Następnie był dyrektorem generalnym klubu z Modeny (1994–2000), szefem sekcji młodzieżowej Modena Volley (1994-2000), członkiem zarządu Serie A1 (1997-2000), menedżerem stadionu Stadio Ennio Tardini (2002-2005) i prezesem oddziału Włoskiego Narodowego Komitetu Olimpijskiego w prowincji Modena (2003-2012). Współpracował z uniwersytetami w San Marino i Modenie, gdzie był nauczycielem. Od 2001 pracował jako komentator siatkarski w stacjach telewizyjnych Telepiù i Sky Sports, m.in. podczas Letnich Igrzysk Olimpijskich 2012, a następnie jako dziennikarz sportowy.